# PTPN13
El no receptor de tirosina-proteína fosfatasa tipo 13 es una enzima que en humanos está codificada por el gen PTPN13.
La proteína codificada por este gen es un miembro de la familia de las proteínas tirosina fosfatasa (PTP). Se sabe que las PTP son moléculas de señalización que regulan una variedad de procesos celulares que incluyen el crecimiento celular, la diferenciación, el ciclo mitótico y la transformación oncogénica. Esta PTP es una proteína grande que posee un dominio PTP en el extremo C-terminal y múltiples dominios no catalíticos, que incluyen un dominio con similitud a la superfamilia de proteínas asociadas al citoesqueleto de la banda 4.1, una región que consta de cinco dominios PDZ y un motivo de cremallera de leucina. Se encontró que este PTP interactúa y desfosforila el receptor de Fas, así como IkappaBalpha a través de los dominios PDZ, lo que sugiere su papel en la muerte celular programada mediada por Fas. También se demostró que esta PTP interactúa con la proteína activadora de GTPasa y, por lo tanto, puede funcionar como un regulador de la vía de señalización Rho. Se han informado cuatro variantes de transcripción empalmadas alternativamente, que codifican proteínas distintas.

## Interacciones
Se ha demostrado que PTPN13 interactúa con PKN2.